# 정선 화암동굴
정선 화암동굴(旌善 畵岩洞窟)은 대한민국 강원특별자치도 정선군 화암면 화암리의 조선 누층군의 석회암 지층 중에 발달한 석회암 동굴이다. 1980년 2월 26일 강원특별자치도의 기념물 제33호 정선화암굴(旌善畵岩窟)로 지정되었다가, 2019년 11월 1일 대한민국의 천연기념물 제557호로 승격 지정되었다.

## 개요
정선 화암동굴은 고생대 초기에 형성된 퇴적암 지층 조선 누층군 중에 발달하며, 정선 화암동굴 주변에는 조선 누층군 풍촌 석회암층과 화절층 등이 분포한다.
정선 화암동굴
- 입구

## 천연기념물 승격 사유
동굴내에는 갱도로 사용한 굴과 천연동굴이 혼재하고 있으며 천연동굴은 대규모의 공간을 이루어 광장형(장축 약 100 m)으로 발달되어 있으며, 하얀색을 띠는 대형의 석순, 석주, 종유석, 곡석, 석화 등이 발달해 있으며 특히, 미공개구간에서는 다양한 색깔, 형태와 크기의 석화의 발달이 뛰어나 국내 다른 석회동굴에서 발견되는 것과는 구별되는 독특한 모양과 색을 지녀 학술적‧자연유산적 가치가 크다.

## 같이 보기
- 정선군의 지질
- 조선 누층군
  - 묘봉층
  - 풍촌 석회암층
  - 화절층